# Ussaramanna
Ussaramanna (en sard, Ussaramanna) és un municipi italià, dins de la província de Sardenya del Sud. L'any 2007 tenia 533 habitants. Es troba a la regió de Marmilla. Limita amb els municipis de Baradili (OR), Baressa (OR), Pauli Arbarei, Siddi i Turri.

## Administració
| Període | Identitat         | Partit        |
| ------- | ----------------- | ------------- |
| 2005-   | Giovanna Carletti | Llista cívica |